# ردفورد (میشیگان)
ردفورد (به انگلیسی: Redford) یک منطقهٔ مسکونی در ایالات متحده آمریکا است که در شهرستان وین، میشیگان واقع شده‌است. ردفورد ۲۹٫۱ کیلومتر مربع مساحت و ۴۸٬۳۶۲ نفر جمعیت دارد و ۱۹۱ متر بالاتر از سطح دریا واقع شده‌است.

## خواهرخوانده
شهر سنت یوهان این تیرول خواهرخواندهٔ ردفورد، میشیگان هست.